# Frederica von Stade
Frederica von Stade (ur. 1 czerwca 1945 w Somerville w stanie New Jersey) – amerykańska śpiewaczka, mezzosopran.

## Życiorys
Ukończyła Norton Academy w stanie Connecticut, następnie występowała przez pewien czas w Long Wharf Theatre w New Haven. Studiowała w Mannes School of Music w Nowym Jorku u Sebastiana Engelberga, Paula Berla i Otto Gutha. W 1969 roku została finalistką konkursu Auditions of the Air w nowojorskiej Metropolitan Opera, co otworzyło jej drogę do dalszej kariery. W 1970 roku wystąpiła w roli jednego z trzech chłopców w Czarodziejskim flecie W.A. Mozarta. W kolejnych latach występowała w Sante Fe, San Francisco Opera oraz w Paryżu i na festiwalu w Glyndebourne, ogrywając role Marii w Yermie Heitora Villa-Lobosa, Cherubina w Weselu Figara W.A. Mozarta oraz Oktawiana w Kawalerze srebrnej róży Richarda Straussa. W 1974 roku wystąpiła jako Nina w prapremierze The Seagull Thomasa Pasatieriego w Houston Grand Opera. W 1974 i 1975 roku wystąpiła na festiwalu w Salzburgu. W 1975 roku zadebiutowała w londyńskim Covent Garden Theatre jako Rozyna w Cyruliku sewilskim Gioacchino Rossiniego, a rok później w mediolańskiej La Scali w tytułowej roli w Kopciuszku Rossiniego. Występowała w wielu sezonach operowych na scenach europejskich i amerykańskich, a także z recitalami pieśni. W 1995 roku obchodziła w Metropolitan Opera jubileusz 25-lecia pracy artystycznej, występując w specjalnie przygotowanej dla niej nowej inscenizacji Peleasa i Melisandy Claude’a Debussy’ego.
W swoim programie posiada rozległy repertuar, począwszy od utworów Claudio Monteverdiego, skończywszy na współczesnych kompozytorach amerykańskich. Jest artystką wszechstronną, poza repertuarem klasycznym występowała też w musicalach na Broadwayu. Dokonała licznych nagrań płytowych dla wytwórni CBS Records, RCA, HMV, Philips Records, Erato, Decca, Deutsche Grammophon i Sony Music. W 1984 i 2004 roku zdobyła Nagrodę Grammy.
Odznaczona krzyżem oficerskim francuskiego Orderu Sztuki i Literatury (1998).